# ラビリンスの彼方
『ラビリンスの彼方』（ラビリンスのかなた）は、トライエースが開発し、コナミデジタルエンタテインメントより2012年1月19日に発売されたニンテンドー3DS専用ソフト。『FRONTIER GATE』と同じく、コナミとトライエースの協業プロジェクトの一作となる。
画面構成やフィールドは3DダンジョンRPG的な構成で、プレイヤーの目の前をノンプレイヤーキャラクターである「女の子」が動き回り、話しかけてくる。

## システム
従来の3DダンジョンRPGの要素に加え、「女の子」とのコミュニケーション要素も備えている。
戦闘は特殊な3すくみ構造となっており、フィールド画面からシームレスに移行し、戦闘中も移動することが可能。
また、簡易的なテクスチャ編集ツールが内蔵されており、アイテムを使うことで「女の子」のコスチュームをタッチペンを使い自由にデザインできるほか、ユーザーが用意した画像ファイルによって変更できる。

## あらすじ
とあるオンラインRPGを開始したプレイヤーは、進めるうち「ポキーラ」・「ねりけし」・「LiLy」が仲間に参加するなか、チャット機能も利用しながらゲームを楽しんでいた。しかしある程度進んだところで突然、そのゲームとは明らかに違う世界が映し出され、そこにはこちらの画面を覗き込む1人の「女の子」が居た。4人がプレイしていたゲームが異世界に繋がってしまったのだ。

## 登場キャラクター
女の子
声：戸松遥
繋がってしまった異世界の住人である少女。「魔法が封印されているので近づいてはならない」と言われていた谷に好奇心から近づいて転落し、迷宮に落ちて途方に暮れていたところで4人と出会う。窓のようなものを通してこちらの世界を見ており、4人の表情や視線などは分かる。また、少女の発言もこちらには聞こえるが、こちらのチャット文章や会話は一切伝わらないため、自己紹介の無いままストーリーが進み、結局クリアしても本名が明かされない。当初、異世界の住人ということでプレイヤーたちとはぎこちなかったものの、迷宮からの脱出を共にしていくうちに次第に絆が生まれていく。
プレイヤー
本作品の最初に、オンラインRPGをスタートさせた人物。このオンラインRPGは「スタート者がパーティの操作を行う」というシステムであり、異世界接続後も同じシステムで行動するため、後から参加となった以下の3名の操作もプレイヤーが行っているという設定でゲームが進行する。名前はスタート時に任意設定することとなり、デフォルト設定の名前は無い。
ポキーラ
オンラインRPG2人目の参加者。男性。チャットにおいても敬語を使用する丁寧な性格。メンバー内ではゲームの解説的役割も担当しており、開始当初の操作説明などもしてくれる。
ねりけし
オンラインRPG3人目の参加者。男性。軽い性格の持ち主のようで、時折デリカシーのない発言をしてLiLyを辟易させることもあるが、根は優しく仲間思いである。
LiLy
オンラインRPG4人目の参加者。女性。プレイヤーたちで唯一の女性ということもあり、女の子の変化や心情を敏感に察知する。洞察力もあり、迷宮の謎などにも早い段階から疑問を持つ。
封印されし者
声：子安武人
本ゲームのラストボス。元々は何者かによって迷宮に封印されていたが、実は少女が脱出する過程でだんだん封印を弱めてしまっており、迷宮の最後のエリアを脱出したところで遂に復活してしまう。

## 開発
本作の企画は、『FRONTIER GATE』の企画立ち上げが少し落ち着いたころに持ち上がり、ハードウェアの技術研究を兼ねて始まった。
まず、開発スタッフはニンテンドー3DSというハードウェアで何かRPGを作りたいと、トライエース社長の五反田義治と相談し、立体視を活用した3DダンジョンRPGということになった。もともとこのジャンルはニンテンドーDSでも一定層の需要があったことに加え、競合他社から同ジャンルの作品が出てくるかもしれないということで先手を打つという意味合いもあった。
ジャンルが決まった後にディレクターとして呼ばれた勝呂隆之は、システム的な提案をしたものの、プロデューサーである向峠慎吾の反応はいま一つだった。そこで、「女の子」が出てくる企画案を出して通った。この反応について勝呂は4Gamer.netとのインタビューの中で、コナミはオーソドックスなダンジョンRPGを求めていると思いつつも、自分たちは普通のものを作っても仕方がないという考えがあり、それが原因ではないかと分析している。また、もう一人のディレクターである米山雅基は、3DダンジョンRPGには硬派で地味なイメージがあり、本体発売から間もない時期に発売したいのであれば、DSからの移行層も含めると、ややライト寄りのユーザーを引き寄せるようなキャッチーさが欲しかったと話しており、ストーリー性が求められやすいRPGでは画面の中にいつも少女がいて語り部のような役割を担うことで華やかさやストーリー性が上がると判断したとも語っている。なお、「女の子」にしたのは、このジャンルの愛好者に男性が多いことも一因であり、スタッフ内でも「男の子」にしようという話は出なかったという。画面内に現れるのが「女の子」だけというのはリソース節約の面においても利点となった。

## 評価
山村智美は「Game Watch」に寄せた記事の中で、ある意味「女の子」一点突破な作品であり、その魅力を生かす方向には相当力が入っていると評価している。